# خير جونز
خير جونز (بالملايوية: Khair Jones)‏ هو لاعب كرة قدم ماليزي في مركز قلب الدفاع، ولد في 29 سبتمبر 1989 في سرمبن في ماليزيا. لعب مع نادي ملقا يونايتد.

## وصلات خارجية
- خير جونز على موقع قاعدة بيانات كرة القدم.إي يو (الإنجليزية)
- خير جونز على موقع Soccerway.com (الإنجليزية)